# ルイス・デ・アルメイダ

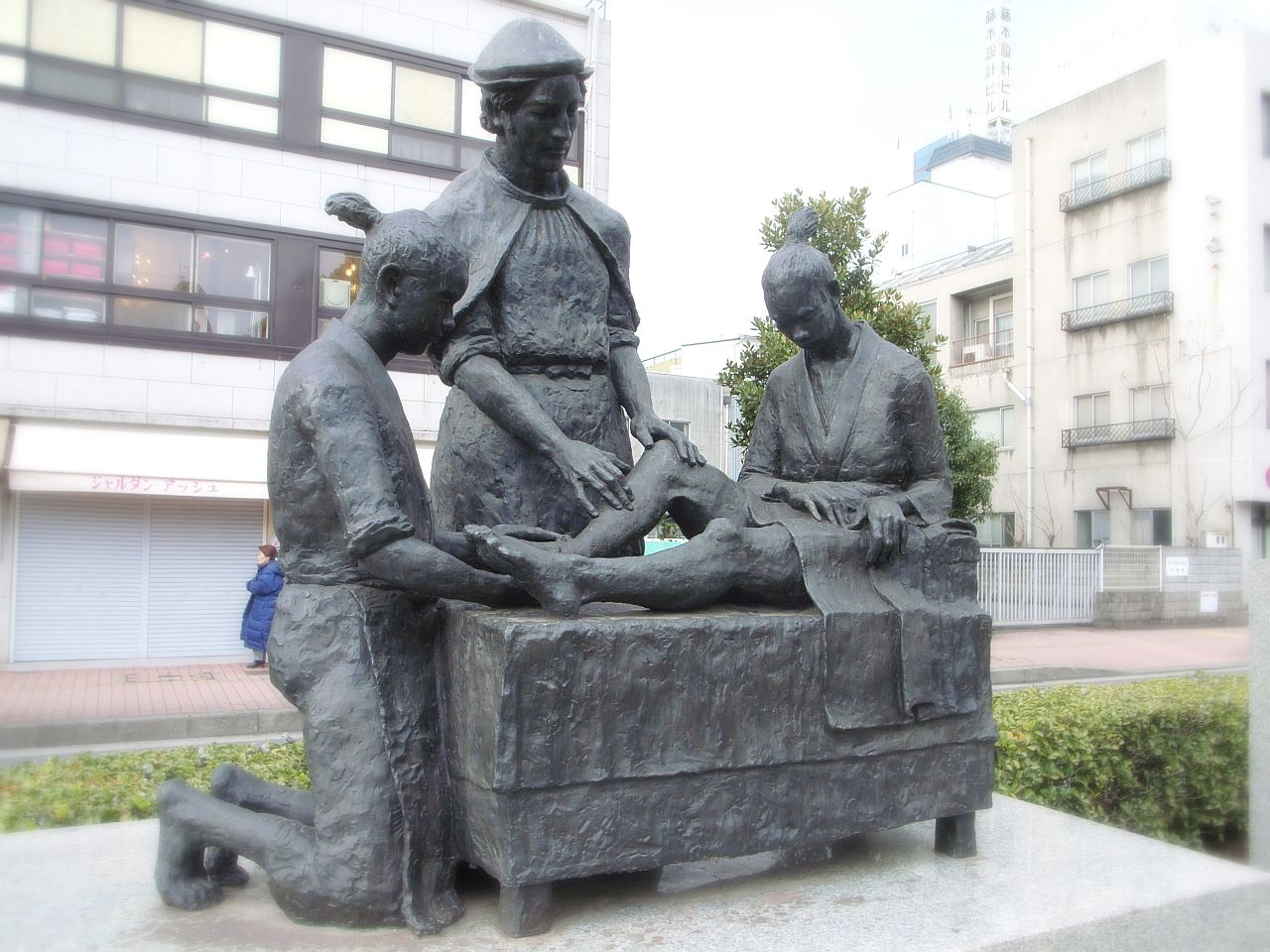
西洋医術発祥記念像（大分県大分市）。中央がルイス・デ・アルメイダ。

ルイス・デ・アルメイダ（Luís de Almeida [luˈiʃ dɨ ɐɫˈmɐjdɐ] 、1525年? - 1583年10月）は、戦国時代末期の日本を訪れたポルトガル人。商人であったが、医師の免許を持ち、西洋医学を日本に導入して豊後府内に日本初の病院を作ったことで知られる。後にイエズス会員となった。ポルトガル貴族の出身。

## 生涯
アルメイダは、1525年ごろリスボンでユダヤ教からカトリックに改宗したコンベルソの家庭に生まれた。1546年にポルトガル王から与えられる医師免許を取得した後で、世界雄飛を夢見てゴアからマカオに渡った。1552年に貿易目的で肥前国の平戸に初来日。日本とマカオを行き来して多くの富を手にした。
アルメイダは山口でイエズス会宣教師コスメ・デ・トーレス神父に会う。彼はフランシスコ・ザビエルの事業を継承して日本で布教を続けていた。アルメイダは宣教師たちとの出会いを通して思うところがあり、豊後府内（大分県大分市）にとどまり、私財を投じて乳児院を建てた。これは当時の日本で広く行われていた赤子殺しや間引きの現実にショックを受けたからであるとされている。さらに豊後府内の領主であった大友宗麟に願って土地をもらいうけ、1557年に外科、内科、ハンセン氏病科を備えた総合病院を建てた

。これが日本初の病院であり、西洋医学が初めて導入された場所である。
この病院においては、みずからが外科医療を担当した一方で、元僧侶の日本人キリシタンが内科医療や薬のことに携わった。
また、大分において「ミゼリコルディア」（ポルトガル語：（Santa Casa de ）Misericórdia 、「憐れみ（の聖なる家）」）といわれるキリスト教徒の互助組織を発足させた。
布教においても活躍し、コスメ・デ・トーレス神父は、改宗が難しそうな土地へたびたびアルメイダを向かわせた。学識あるアルメイダは僧侶など知識人の欲求によく応え、改宗へと導いた。医師としても貧しい人々を助けたので多くの信者を獲得した。
神父としての活動を始めてからも、貿易への投資を続け、病院の資金を調達した。また、慢性的な財政難に苦しんでいた日本の教会へも惜しみなく私財を寄進した。
日本人医師の協力を受けて病院を運営していたアルメイダは1558年には医学教育も開始。医師の養成を行った。やがてアルメイダは九州全域をまわって医療活動を行うようになり、1561年6月下旬には平戸の北部、度島でも治療に当たっていた。1563年には横瀬浦から避難し後に『日本史』を書いたルイス・フロイスも度島で10か月ほど滞在した。宇久純定の治療を依頼されるほどその名声は高まっていた。
1566年9月、トルレスに派遣され、天草の豪族・志岐麟泉の招きで初めて志岐（天草郡苓北町）を訪れた。アルメイダは天草に初めて布教を開始し、南蛮文化を伝えた。天草市の殉教公園には彼の像が建てられている。天草に移住してからは、カステラ風のお菓子を教えるなど食文化にも精通しており、玉名市の銘菓「松の雪」は、アルメイダが貿易港伊倉の菓子職人に製法を伝えたとされる。
1580年、アルメイダはマカオにわたって司祭に叙階された。再び日本に戻って、宣教活動・医療活動に専念するが、1583年10月に天草の河内浦（熊本県天草市）で没した。冒険商人から無償奉仕の医師へと転身し、病人と乳児に尽くした波乱の生涯であった。

## 日本における功績
1557年　大分市に私財を投じて日本初の洋式病院を設立した。一般病棟とハンセン病棟が併設された。
1558年　大分市にて外科を主とした洋式医学教育を開始し、日本初の洋式医学校を開設した。
1567年　長崎市にイエズス会の会堂を開いた。これが長崎開港のきっかけとなり、1571年長崎の町が開かれポルトガル船が来航した。これがのちの長崎貿易の始まりとなった。

## アルメイダの名を冠した施設等
- 大分市医師会立アルメイダ病院（1969年開設、大分県大分市）の名称は彼にちなんでいる。
- 東京科学大学（旧東京医科歯科大学）湯島キャンパスにかつて存在したレストラン「あるめいだ」の名称は彼にちなんでいる[12]。